# سلاف

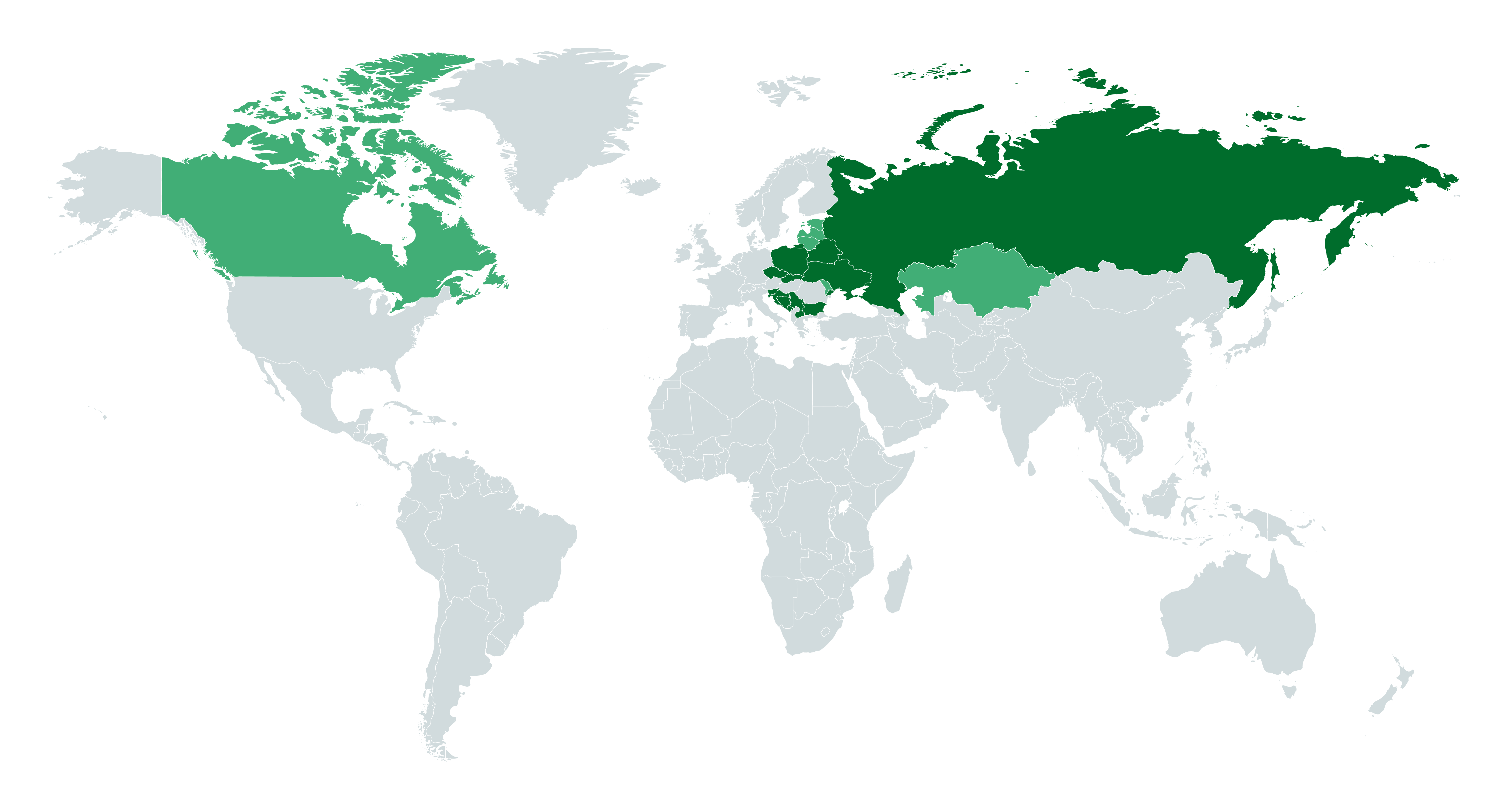
خريطة العالم مع البلدان:
السلاف غالبية عرقية
السلاف أقلية من السكان (10%)

السلاف أو الصّقالبة هم مجموعة إثنية لغوية هندوأوروبيَّة يتحدثون باللغات السلافيَّة المتنوعة للمجموعة اللغوية البلطيقية السلافيَّة الأكبر. هم مواطنون في أوراسيا، ويمتد انتشارهم من وسط وشرق وجنوب شرق أوروبا على طول الطريق نحو الشمال والشرق إلى شمال شرق أوروبا وشمال آسيا (سيبيريا) والقوقاز وآسيا الوسطى (وخاصةً كازاخستان وتركمانستان) وكذلك تاريخياً في أوروبا الغربية (لا سيَّما في ألمانيا الشرقية) وغرب آسيا (بما في ذلك الأناضول). من أوائل القرن السادس انتشروا ليعيشوا في غالبية مناطق أوروبا الوسطى والشرقية والجنوبية الشرقية. يوجد اليوم عدد كبير من الجالية السلافية في جميع أنحاء أمريكا الشمالية، ولا سيما في الولايات المتحدة وكندا نتيجة للهجرة.
السلاف هم أكبر مجموعة عرقية لغوية في أوروبا. ينقسم السلاف في الوقت الحالي إلى السلاف الشرقيين (معظمهم من البيلاروسيين والروس والروسينين والأوكرانيين) والسلاف الغربيين (بشكل رئيسي التشيك، والكاشوبيين، والمورافيين، والبولنديين، والسيلانيين، والسلوفاك والصوربيين)، والسلاف الجنوبيين (بشكل رئيسي البوشناق، والبلغار، والكروات، والمقدونيين، والغوراني، والمونتينيغريين، والصرب والسلوفينيين).
يُمكن تقسيم السلاف حسب الدين. تعتنق غالبية السلاف المسيحية الأرثوذكسية الشرقية. يضم هذا الدين السلاف الأرثوذكس البيلاروسيين والبلغار والمقدونيين والمونتينيغريين والروس والروسينين والصرب والأوكرانيين، ويتم تعريفهم من خلال العادات والتقاليد الأرثوذكسية الشرقية والألفبائيَّة الكيريلية بالإضافة إلى ارتباطهم الثقافي بالإمبراطورية البيزنطية (كما يستخدم الصرب الأبحدية اللاتينية على قدم المساواة).
المذهب الثاني الاكبر هو الكنيسة الرومانية الكاثوليكية، وتشمل الشعوب السلافية الكاثوليكية كل من الكروات، و التشيك، والكاشوبيين، والمورافيين، والبولنديين، والسيلانيين، والسلوفاك والسلوفينيين والصوربيين، ويتم تعريفهم من خلال تأثيرهم اللاتيني وتراثهم وارتباطهم بأوروبا الغربية. هناك أيضاً أقليات كبيرة من البروتستانت واللوثريين وخاصةً بين السلاف الغربيين، مثل الشعوب التاريخيَّة البوهيميين والهوسيين.
الدين الثاني الاكثر اعتناقا بين السلاف هو الإسلام، وتضم مجتمعات السلاف المسلمين كل من البوشناق، والبوماك (المُسلمين البلغار)، والغوراني، والتوربيش (المسلمين المقدونيين)، وغيرهم من المسلمين اليوغوسلافيين. تتنوع الدول السلافية الحديثَّة والمجموعات العرقية بشكل كبير من الناحيتين الوراثية والثقافيَّة، وتتراوح العلاقات بينها، حتى داخل المجموعات الفردية، من التضامن العرقي إلى العداء المتبادل.

## الاسم الإثني
ذُكر اسم السلاف لأول مرة في القرن السادس الميلادي عندما ذكره المؤرخ البيزنطي بروكوبيوس القيسراني باللغة اليونانية البيزنطية، وقد أطلق بروكوبيوس القيسراني على السلاف عددًا من التسميات المختلفة، مثل سكلابوي وسكلابينوي وسكلاوني وسفابينوي، بينما أشار زميله المعاصر المؤرخ القوطي يوردانس إلى السلاف بالاسم اللاتيني سكلافيني. تثبت أقدم الوثائق المكتوبة بالسلافونية الكنسية القديمة، التي يعود تاريخها للقرن التاسع ميلادي، أن الاسم سلوفيني هو الاسم الذي أطلقه السلاف على أنفسهم. تعود تلك الأشكال إلى اسم سلافي أصلي (ذاتي)، ويمكن إعادة تشكيل هذا الاسم من السلافية البدائية ليصبح سلوفينين Slověninъ.
اشتُق الاسم الذاتي "سلوفينين" من سلوفو («كلمة»)، والتي كانت تشير أصلًا إلى «الشعب الذي يتكلم (اللغة ذاتها)»، أي الشعب الذي يفهم بعضه الآخر، على عكس الكلمة السلافية التي تشير إلى الشعب الألماني، وهي كلمة «نيميس» němъ، والتي تعني «شعب صامت (من السلافية نيم، والتي تعني صامت أو شخص يصدر تمتمة)». يعود أصل كلمة سلوفو («كلمة») وكلمة سلافا («المجد، أو العز») المرتبطة بها وكلمة سلوخ («السمع») إلى الجذر الهندوأوروبي البدائي كليف («يُحكى عنه، أو المجد أو الشهرة»)، وتلك مشابهة للكلمة الإغريقية كليوس («الشهرة أو العز»)، مثل اسم بيركليس، أو الكلمة اللاتينية كليو («تعني: يُدعى») والإنجليزية لاود (صوت عالٍ).

## الأصول

### الإشارات الأولى

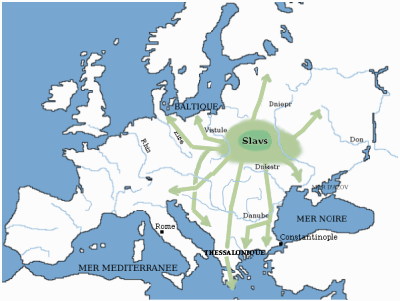
أصل هجرة السلاف في أوروبا خلال الفترة ما بين القرن الخامس حتى القرن العاشر بعد الميلاد:
الموطن الأصلي الأم للسلاف (في العصر الحديث، جنوب شرق بولندا وشمال غرب أوكرانيا وجنوب غرب بيلاروسيا)
توسع هجرة السلاف في أوروبا

تشير المصادر الرومانية القديمة إلى الشعوب السلافية المبكرة بفينيتي، وهم شعبٌ استوطن منطقة وسط أوروبا شرق قبائل سويبي الجرمانية، وغرب السارماتيين الإيرانيين في القرن الأول والثاني ميلادي. ذُكر السلاف في السجلات البيزنطية في أوائل القرن السادس، ودُعيوا بشعب أنتيس وسكلافيني. وصف المؤرخون البيزنطيون –أمثال بروكوبيوس القيسراني ويوردانس وثيوفيلاكت سيموكاتا– خلال عهد الإمبراطور جستينيان الأول (572–565) تلك القبائل السابقة والتي برزت من منطقة جبال الكاربات والدانوب الأدنى والبحر الأسود، وذكروا أن السلاف غزوا الولايات التابعة للإمبراطورية الرومانية الشرقية ضمن محيط نهر الدانوب.
يصف يوردانس في مؤلفه غيتيكا (المكتوب عام 551 ميلادي) شعب فينيتي بـ «الأمة المعمورة»، وتمتد أراضيهم من منابع نهر فيتسولا، ويحتلون «مساحات شاسعة من الأراضي». يصف يوردانس شعب فينيتي بأنهم سلف قبائل أنتيس وسلافيني، وتلك قبيلتان سلافيتان قديمتان، ويدّعي أن فينيتي ظهرت في القرن السادس ميلادي على الحدود المتاخمة للإمبراطورية البيزنطية. كتب بروكوبيوس في عام 545 أن «قبيلتا السكلافيني والأنتيس امتلكتا اسمًا واحدًا في الماضي السحيق، فدُعيت كلتا القبيلتين في العصور الغابرة باسم سبوروي». اشتُق الاسم سبوروي من الكلمة الإغريقية σπείρω (والتي تعني «أُبرغلُ الحبوب»). يصف بروكوبيوس هؤلاء بالبرابرة الذين يعيشون تحت سقف الديموقراطية ويؤمنون بإله واحد، «صانع الضوء» (أو بيرون)، ويقدمون له الأضحيات. عاش أفراد أنتيس وسلافيني في مستوطنات متفرقة، وكانوا يتنقّلون من مستوطنات إلى أخرى جديدة بشكل دائم. في الحرب، كان أغلب السلاف من جنود المشاة، ومسلحين بدرع صغير وبلطة حرب، وكانوا يرتدون ملابس خفيفة، لكن البعض منهم خاضوا معاركًا وهم عراة ولم يستروا سوى أعضائهم التناسلية. كانت لغتهم «بربرية» (أي أنها لم تكن إغريقية)، وتشارك أفراد القبيلتين المظهر ذاته تقريبًا، فكانوا طوال القامة وأقوياء، «لم يكن لون أجسادهم وشعرهم فاتحًا أو أشقرًا، ولم يميلوا في المقابل لامتلاك صفات العرق الأسود، لكن أغلبهم من ذوي اللون المائل للحمرة نوعًا ما. كانوا يعيشون حياة صعبة، ولا يكترثون أبدًا بالراحة الجسدية...» يقول يوردانس أن شعب سلافيني عاشوا في المستنقعات والغابات بدلًا من المدن. يشير مصدر آخر من القرن السادس عشر إلى تلك القبيلة، ويؤكد أنهم عاشوا في الغابات والأنهار والبحيرات والسبخات غير القابلة للاختراق.